# 호루라기재단
호루라기재단은 공익제보자들을 지지하고 지원하는 공익재단이다. 2011년 11월 국가인권위원회로부터 설립 허가를 받았다.

## 가치와 지향
호루라기재단은 만연하는 비리와 부패, 낮은 인권 의식과 연고주의, 심각한 양극화가 공동체의 발전을 저해하고 있는 현대 사회에서 호루라기를 부는 것, 즉 공익을 위해 용감하게 고발에 나서는 것은 우리 공동체의 진정한 발전을 꾀하고 우리의 양심을 일깨우는 행위라고 말한다. 이 재단은 누구나 자유롭게 자신의 의사를 표현할 자유가 제한된다면 사회의 바람직한 발전은 불가능하다고 믿으며, 양심에서 우러나오는 표현의 자유를 옹호한다.
이러한 이유로 호루라기재단은 개인적 불이익을 무릅쓰고 부정과 비리를 고발하는 공익 제보자의 권익을 보호하기 위해 힘쓰고 있다.
호루라기재단은 사회의 모든 구성원이 이웃과 더불어 살아가는 성숙한 민주시민이 되기를 소망합니다. 그리하여 사회적 약자를 배려하고 양극화를 극복하여 지속가능한 민주사회를 이루는 것.이것이 호루라기 재단의 지향입니다.

## 주요 활동

### 올해의 호루라기상 선정 시상
공익 제보와 인권활동, 언론 표현의 자유 등 분과별로 매년 공익제보자를 선정하여 시상한다.

### 공익제보자 지원
공익 제보에 대해 상담하고 법률을 지원하며, 공익 제보자의 생활을 지원한다.

### 제도 개선
공익 제보 관련 법과 제도의 개선을 위해 활동한다.

### 교육 사업
공무원, 시민, 학생을 대상으로 청렴교육을 하고, 공익 제보 인식 확산에 대한 교육을 실시한다.

### 장학금 지원
공익 제보자 자녀를 대상으로 장학금을 지원한다.